# مناخ الولايات المتحدة

أنواع مناخ كوبن للولايات المتحدة باستخدام متساوي الحرارة.

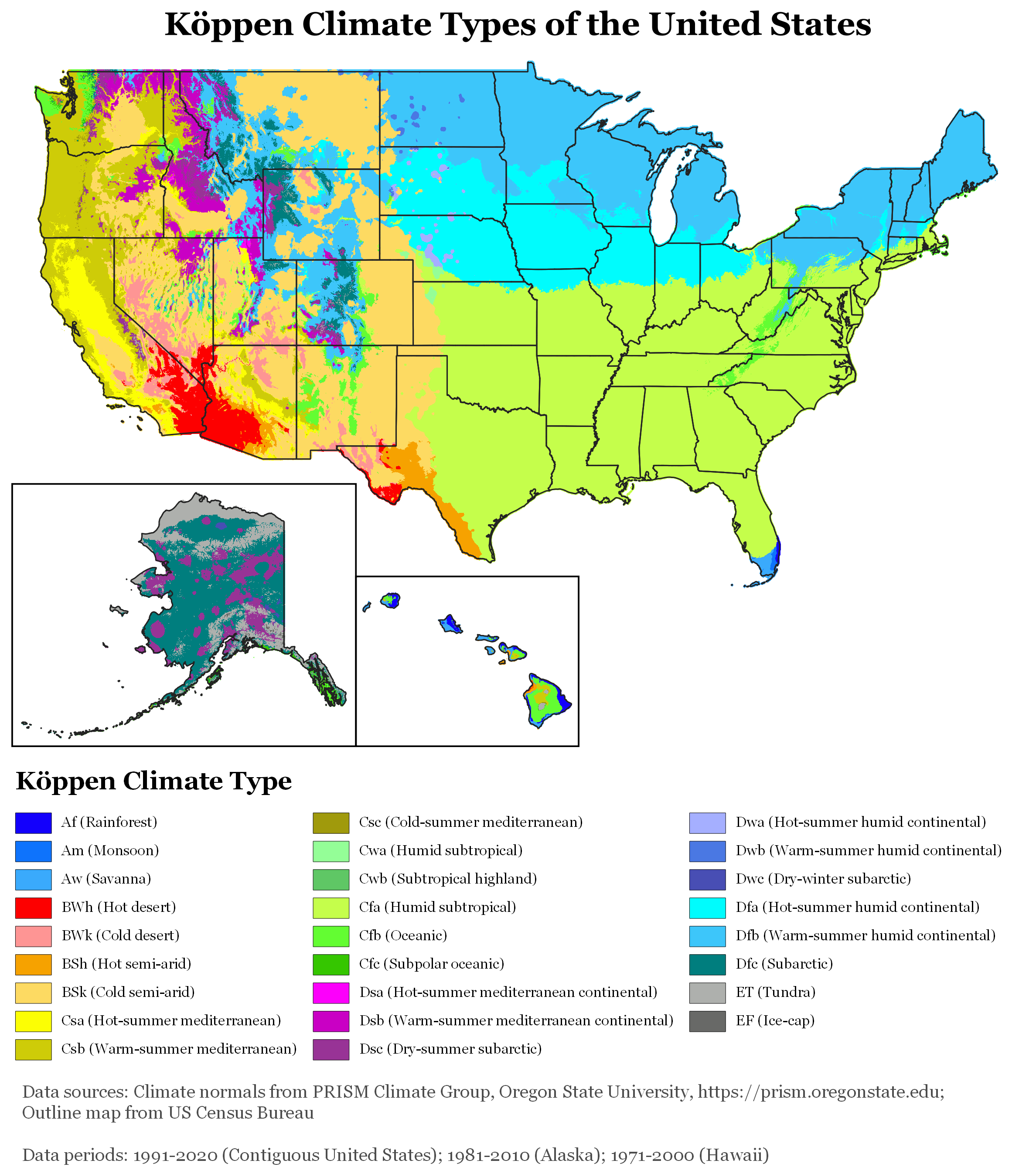
أنواع مناخ كوبن للولايات المتحدة باستخدام متساوي الحرارة.

يختلف مناخ الولايات المتحدة بسبب التغيرات في خطوط العرض، ومجموعة من السمات الجغرافية، بما في ذلك الجبال والصحاري. بشكل عام، يصبح مناخ الولايات المتحدة أكثر دفئًا كلما اتجهنا جنوبًا، وأكثر جفافًا كلما اتجهنا غربًا، حتى نصل إلى الساحل الغربي.
إلى الغرب من 100 درجة غربًا، يتمتع جزء كبير من الولايات المتحدة بمناخ شبه جاف بارد في ولايات الغرب العلوي الداخلية (من أيداهو إلى داكوتاس)، إلى مناخات صحراوية حارة وشبه جافة دافئة في جنوب غرب الولايات المتحدة. شرق 100 درجة غربًا، يكون المناخ قاريًا رطبًا في المناطق الشمالية (المواقع فوق 40 درجة شمالًا تقريبًا، والسهول الشمالية، والغرب الأوسط، والبحيرات العظمى، ونيو إنجلاند)، ويتحول إلى مناخ معتدل رطب من السهول الجنوبية والغرب الأوسط السفلي شرقًا إلى ولايات المحيط الأطلسي الأوسط (من فرجينيا إلى جنوب كونيتيكت).
يوجد مناخ شبه استوائي رطب على طول وجنوب خط يمتد في الغالب من الشرق إلى الغرب من رؤوس فرجينيا / ماريلاند (شمال منطقة نورفولك الكبرى، فرجينيا)، غربًا إلى شمال أوكلاهوما تقريبًا، شمال منطقة أوكلاهوما سيتي الكبرى. على طول ساحل المحيط الأطلسي، تمتد المنطقة المناخية شبه الاستوائية الرطبة جنوبًا إلى وسط فلوريدا. يسود مناخ البحر الأبيض المتوسط على طول معظم ساحل كاليفورنيا، في حين يتمتع جنوب فلوريدا بمناخ استوائي، وهي المنطقة الأكثر دفئًا في البر الرئيسي للولايات المتحدة.[إخفاق التحقق] تتمتع هاواي والأقاليم الأمريكية أيضًا بمناخ استوائي.
المناطق المرتفعة في جبال روكي، وسلسلة جبال واساتش، وسلسلة جبال سييرا نيفادا، وسلسلة جبال كاسكيد هي مناطق جبلية. تتمتع المناطق الساحلية في ولاية أوريغون وواشنطن بمناخ محيطي. ولاية ألاسكا، التي تقع في الزاوية الشمالية الغربية من قارة أمريكا الشمالية، يهيمن عليها إلى حد كبير مناخ شبه قطبي، ولكن مع مناخ محيطي شبه قطبي في الجنوب الشرقي (ألاسكا بانهادل)، وشبه الجزيرة الجنوبية الغربية وجزر ألوشيان، ومناخ قطبي في الشمال.
العوامل الرئيسية المؤثرة على الطقس في الولايات المتحدة المتجاورة هي التغير الموسمي في زاوية الشمس، وهجرة المرتفعات شبه الاستوائية من الشمال إلى الجنوب، والتغير الموسمي في موضع التيار النفاث القطبي.
في فصل الصيف في نصف الكرة الشمالي، تتحرك أنظمة الضغط المرتفع شبه الاستوائية نحو الشمال وتقترب من البر الرئيسي للولايات المتحدة. في المحيط الأطلسي، يخلق مرتفع برمودا تدفقًا جنوبيًا غربيًا من الكتل الهوائية الاستوائية فوق جنوب شرق وجنوب وسط ووسط الولايات المتحدة – مما يؤدي إلى درجات حرارة دافئة إلى حارة، ورطوبة عالية، وزخات مطرية غزيرة متكررة (ولكنها عادة ما تكون قصيرة الأمد) و/أو عواصف رعدية مع ارتفاع الحرارة في فترة ما بعد الظهر. في فصل الصيف في نصف الكرة الشمالي، يتزايد الضغط المرتفع في المحيط الهادئ باتجاه ساحل كاليفورنيا، مما يؤدي إلى تدفق الهواء من الشمال الغربي، مما يخلق ظروف الطقس الباردة والجافة والمستقرة السائدة على طول الساحل الغربي في الصيف.
في فصل الشتاء في نصف الكرة الشمالي، تتراجع المرتفعات شبه الاستوائية جنوباً. ينخفض التيار النفاث القطبي (ومنطقة الصراع المرتبطة به بين الكتل الهوائية الباردة والجافة القادمة من كندا والكتل الهوائية الدافئة والرطبة القادمة من خليج المكسيك) جنوباً إلى الولايات المتحدة – مما يؤدي إلى فترات أكثر تواتراً من الطقس العاصف، مع هطول الأمطار والجليد والثلوج، ودرجات حرارة أكثر تقلباً، مع ارتفاعات وانخفاضات سريعة في درجات الحرارة. ومع ذلك، غالبًا ما تتمتع المناطق الواقعة في جنوب الولايات المتحدة (فلوريدا، وساحل الخليج، والصحراء الجنوبية الغربية، وجنوب كاليفورنيا) بطقس أكثر استقرارًا، حيث لا يصل تأثير التيار النفاث القطبي عادةً إلى تلك المناطق الجنوبية البعيدة.
تتحرك الأنظمة الجوية، سواء كانت أنظمة ضغط مرتفع (مضادة للأعاصير) أو أنظمة ضغط منخفض (أعاصير) أو جبهات (حدود بين كتل هوائية ذات درجات حرارة ورطوبة مختلفة، وغالبًا ما تكون كلاهما) بشكل أسرع وأكثر حدة في فصل الشتاء/الأشهر الباردة مقارنة بفصل الصيف/الأشهر الدافئة، عندما يتحرك حزام المنخفضات والعواصف عمومًا إلى جنوب كندا.
يعد خليج ألاسكا منطقة منشأ العديد من العواصف التي تدخل الولايات المتحدة. تدخل مثل هذه «المنخفضات الجوية في شمال المحيط الهادئ» إلى الولايات المتحدة عبر شمال غرب المحيط الهادئ، ثم تتحرك شرقًا عبر جبال روكي الشمالية، وشمال السهول العظمى، والغرب الأوسط العلوي، والبحيرات العظمى، وولايات نيو إنجلاند. في جميع أنحاء الولايات الوسطى من أواخر الخريف إلى الربيع، تتحرك عواصف «خطاف بانهادل» من جبال روكي الوسطى إلى مناطق بانهادل في أوكلاهوما / تكساس، ثم تتجه شمال شرقًا نحو البحيرات العظمى. إنها تولد تباينات كبيرة غير عادية في درجات الحرارة، وغالبًا ما تجلب رطوبة الخليج الوفيرة شمالًا، مما يؤدي في بعض الأحيان إلى ظروف باردة وربما ثلوج كثيفة أو جليد شمال وغرب مسار العاصفة، وظروف دافئة وأمطار غزيرة وعواصف رعدية شديدة محتملة جنوب وشرق مسار العاصفة – غالبًا في وقت واحد.

نتيجة للاحتباس الحراري العالمي، ارتفعت درجات الحرارة المتوسطة في فصل الربيع في الولايات الأربع والأربعين المتجاورة منذ منتصف القرن العشرين.

في الولايات الشمالية في فصل الشتاء، عادة من مونتانا شرقًا، تتبع العواصف «القصيرة ألبرتا [الإنجليزية]» شرقًا وتجلب تساقط الثلوج الخفيفة إلى المتوسطة من مونتانا وداكوتا عبر الغرب الأوسط العلوي وولايات البحيرات العظمى إلى نيو إنجلاند، وغالبًا ما تكون مصحوبة بعواصف قطبية شديدة ورياح عاتية خلفها. عندما تنخفض كتل الهواء الباردة الكندية في فصل الشتاء بشكل غير معتاد إلى الجنوب، يمكن أن تتطور «منخفضات الخليج» في خليج المكسيك أو بالقرب منه، ثم تتبع شرقًا أو شمال شرقًا عبر الولايات الجنوبية، أو بالقرب من مياه الخليج أو جنوب المحيط الأطلسي. إنها تجلب الأمطار أحيانًا، ولكنها قد تجلب الثلوج أو الجليد عبر الجنوب، وخاصة في المناطق الداخلية أو الشمالية.
في موسم البرد (بشكل عام من نوفمبر إلى مارس)، تحدث معظم الأمطار بالتزامن مع أنظمة الضغط المنخفض المنظمة والجبهات المرتبطة بها. في الصيف، تكون العواصف أكثر محلية، مع عواصف رعدية قصيرة المدة شائعة في العديد من المناطق شرق 100° غرب وجنوب 40° شمال.
في الموسم الدافئ، تكون الأنظمة العاصفة التي تؤثر على مساحة كبيرة أقل تواتراً، وتكون الظروف الجوية أكثر تحكمًا بالشمس، مع احتمال أكبر لحدوث عواصف رعدية وأنشطة جوية شديدة خلال ساعات الذروة الحرارية، غالبًا بين الساعة 3 مساءً و9 مساءً بالتوقيت المحلي. من مايو إلى أغسطس على وجه الخصوص، غالبًا ما تحدث عواصف رعدية معقدة على مدار الليل بسبب نظام حراري متوسط الحجم (MCS)، والتي ترتبط عادةً بنشاط الجبهات الجوية، ويمكن أن تسبب هطول أمطار غزيرة تؤدي إلى فيضانات من داكوتا/نبراسكا شرقًا عبر آيوا/مينيسوتا إلى ولايات البحيرات الكبرى.
من أواخر الصيف إلى الخريف (غالباً من أغسطس إلى أكتوبر)، تقترب الأعاصير المدارية (الأعاصير والعواصف المدارية والمنخفضات المدارية) في بعض الأحيان من ولايات الخليج والمحيط الأطلسي أو تعبرها، مما يجلب رياحاً قوية وأمطاراً غزيرة وعواصف عاتية (غالباً ما تكون مصحوبة بأمواج عاتية) إلى الأراضي المنخفضة والمناطق الساحلية في الخليج والمحيط الأطلسي.

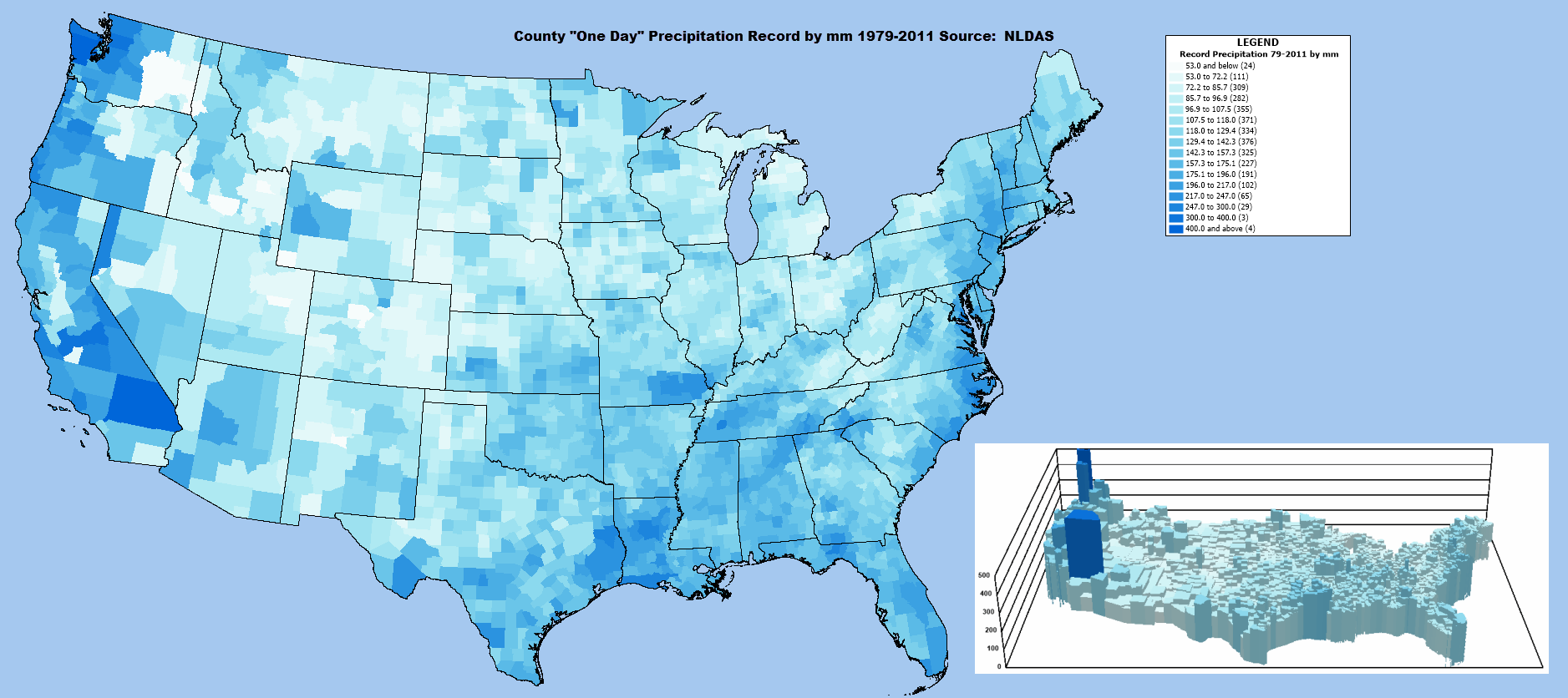
سجل هطول الأمطار ليوم واحد حسب المقاطعة بين عامي 1979 و2011.

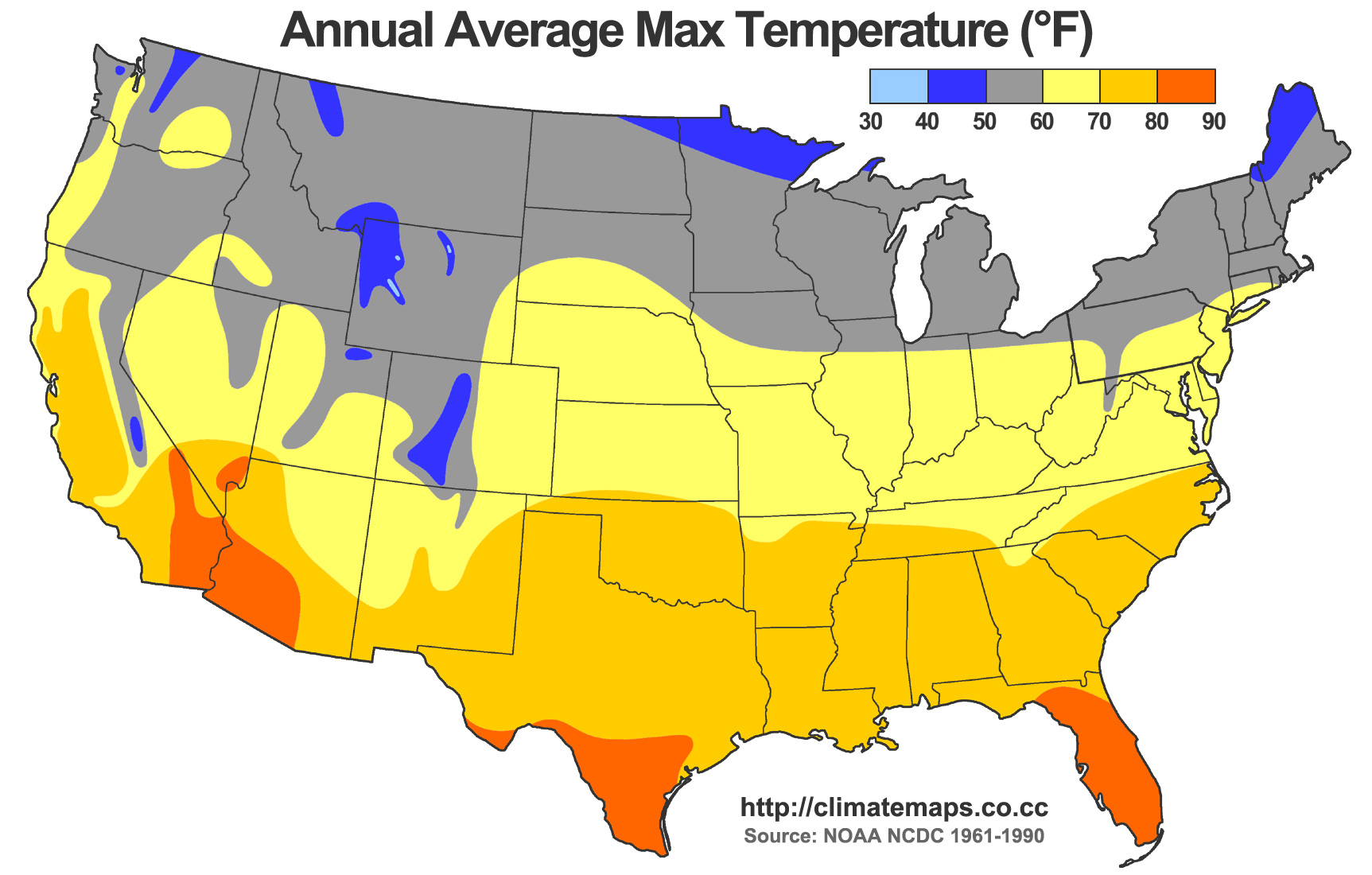
خريطة لمتوسط درجات الحرارة المرتفعة السنوية في الولايات المتحدة.

## نظرة عامة إقليمية

### الجنوب الغربي
يتمتع الجنوب الغربي بمناخ صحراوي حار، على ارتفاعات منخفضة. تبلغ متوسطات درجات الحرارة المرتفعة في مدن مثل فينيكس ولاس فيجاس ويوما وبالم سبرينجز أكثر من 100 درجة مئوية. °ف (38 °م) خلال أشهر الصيف وتنخفض درجات الحرارة إلى السبعينيات أو حتى الثمانينيات. في فصل الشتاء، تكون درجات الحرارة اليومية في الجنوب الغربي أكثر برودة حيث تصل إلى أعلى مستوياتها في الخمسينيات والستينيات فهرنهايت، وأدنى مستوياتها في الأربعينيات فهرنهايت.
في فينيكس ولاس فيغاس والمناطق الصحراوية المماثلة في الجنوب الغربي، يعد شهر يونيو هو الشهر الأكثر جفافاً في المتوسط، بعد انتهاء العواصف الشتوية القادمة من المحيط الهادئ وقبل بدء «موسم الرياح الموسمية» الصيفية في الجنوب الغربي. ويتأثر الجنوب الغربي وحوض نهر جريت بالرياح الموسمية القادمة من خليج كاليفورنيا في الفترة من يوليو إلى سبتمبر. ويؤدي هذا إلى زيادة في الرطوبة والغطاء السحابي، مما يؤدي إلى ارتفاع درجات الحرارة المنخفضة ليلاً والعواصف الرعدية المحلية في المنطقة، مما قد يؤدي إلى حدوث فيضانات مفاجئة. إلى الشرق أكثر في الصحراء الجنوبية الغربية (توسان، أريزونا شرقاً نحو إل باسو، تكساس)، تنخفض كمية الأمطار في فصل الشتاء، في حين توفر الرياح الموسمية الصيفية بشكل متزايد الحد الأقصى من كمية الأمطار في الصيف. على سبيل المثال، تشهد مدينتي إل باسو وألباكركي في ولاية نيو مكسيكو أقصى هطول للأمطار خلال الفترة من يوليو/تموز إلى سبتمبر/أيلول. ومع ذلك، فقد كان الجفاف متكررًا في المنطقة، وغالبًا ما يستمر لفترات طويلة من السنوات أو لفترة أطول. تحدث حرائق الغابات في مختلف أنحاء غرب الولايات المتحدة (وخاصة الجنوب الغربي) لسنوات عديدة، ويمكن أن تكون شديدة إلى متطرفة في مواسم الصيف الحارة والجافة بشكل خاص.

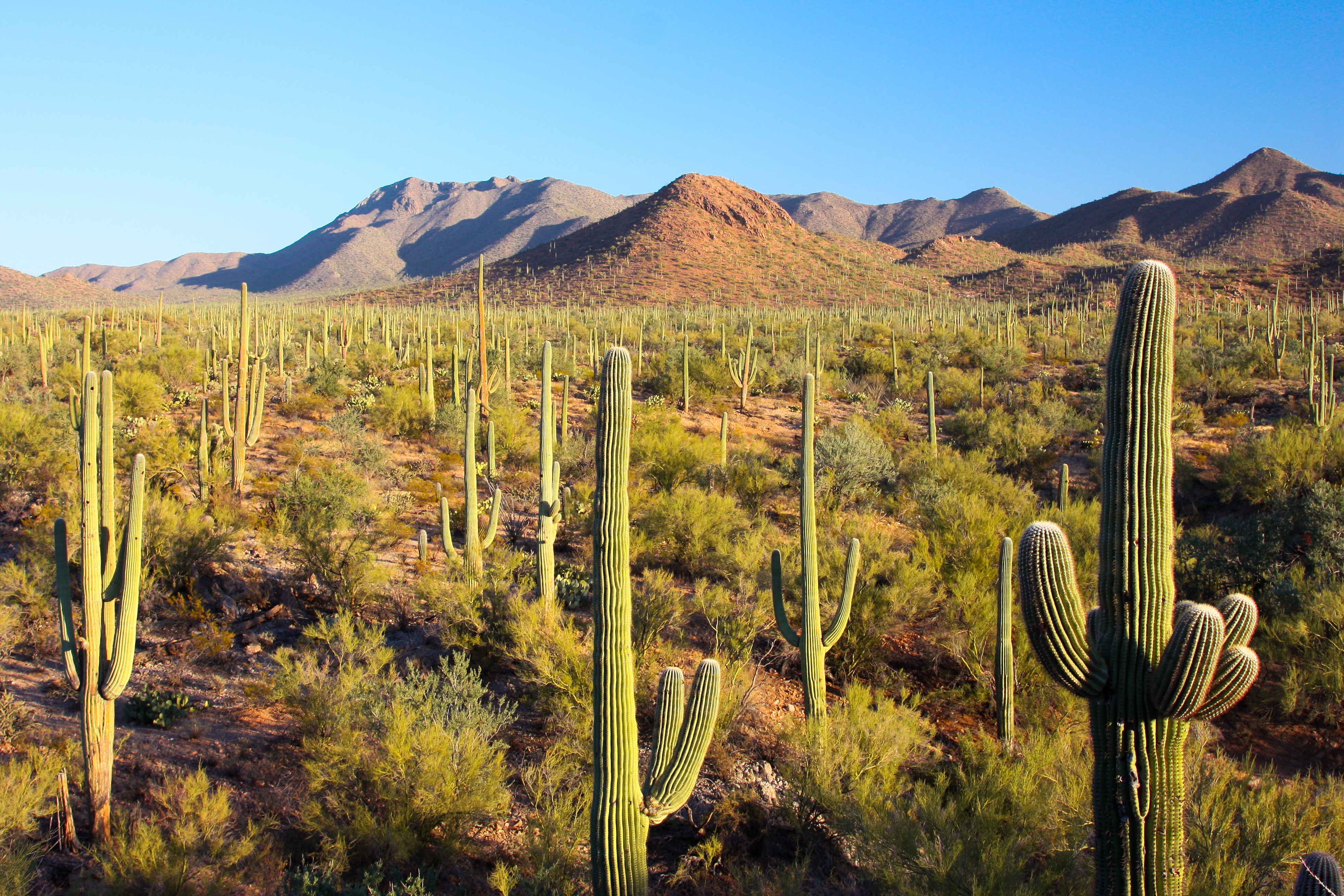
صحراء سونوران في منتزه ساجوارو الوطني

تتمتع مناطق شمال أريزونا ونيو مكسيكو ووسط وشمال نيفادا ومعظم ولاية يوتا (خارج المناطق الجبلية العالية) بمناخ شبه صحراوي إلى صحراوي معتدل، ولكن مع فصول شتاء أكثر برودة وأكثر ثلوجًا من تلك الموجودة في فينيكس والمناطق المماثلة، وصيف أقل حرارة (كما هو الحال في سولت ليك سيتي، يوتا). تصل درجات الحرارة المرتفعة في الصيف عادةً إلى التسعينيات، ولكن درجات الحرارة المنخفضة تنخفض إلى أوائل الستينيات وحتى الخمسينيات. كما هو الحال في مناخات الصحراء المعتدلة الأخرى، يؤدي الهواء الجاف إلى اختلافات كبيرة (أحيانًا أكثر من 40 درجة) بين درجات الحرارة المرتفعة أثناء النهار والمنخفضة أثناء الليل. على الرغم من ندرتها، تهطل الأمطار غالبًا على مدار العام، تحت تأثير العواصف الرعدية الصيفية التي تجلبها الرياح الموسمية الجنوبية الغربية (خاصة في المناطق الجنوبية)، والعواصف الشتوية القادمة من المحيط الهادئ.
يتمتع ساحل كاليفورنيا بمناخ البحر الأبيض المتوسط. تتراوح درجات الحرارة العظمى اليومية ما بين 70 إلى 80 درجة مئوية. °ف (21 إلى 27 °م) في الصيف إلى 50 إلى 65 °ف (10 إلى 16 °م) في الشتاء، مع درجات حرارة منخفضة من 60 درجة مئوية °ف (16 °C)s في الصيف إلى منتصف الأربعينيات فهرنهايت في الشتاء.[بحاجة لمصدر] مثل معظم مناخات البحر الأبيض المتوسط، فإن معظم المناطق الساحلية في كاليفورنيا تتمتع بشتاء رطب وصيف جاف. يمكن أن تجلب فصول الصيف المبكرة في كثير من الأحيان طقسًا باردًا وغائمًا (ضباب وسحب طبقية منخفضة) إلى الساحل الكاليفورني. وبناءً على ذلك، يتأخر الطقس الصيفي الأكثر دفئًا حتى شهر أغسطس، بل وحتى سبتمبر، في العديد من مناطق ساحل كاليفورنيا؛ وفي المتوسط، يعد شهر سبتمبر الشهر الأكثر دفئًا في سان فرانسيسكو. يساهم ارتفاع منسوب مياه المحيط الهادئ الباردة أيضًا في الطقس البارد المتكرر في الربيع وأوائل الصيف على الساحل الكاليفورني. في وديان الأنهار الداخلية في كاليفورنيا (مناطق بيكرسفيلد وساكرامنتو)، يظل نمط الشتاء الرطب والصيف الجاف قائمًا، ولكن الشتاء أكثر برودة وأكثر عرضة للصقيع أو التجمد العرضي، بينما الصيف أكثر حرارة بكثير، مع أشعة الشمس الحارقة ودرجات الحرارة المرتفعة أثناء النهار والتي تتراوح بشكل غير معتاد في التسعينيات إلى أكثر من 100 درجة فهرنهايت. °ف (38 °م).

### ولايات ساحل الخليج/وادي المسيسيبي السفلي/جنوب المحيط الأطلسي
تتمتع دول الخليج وجنوب المحيط الأطلسي بمناخ شبه استوائي رطب مع شتاء معتدل في الغالب وصيف حار ورطب. تتمتع معظم شبه جزيرة فلوريدا بما في ذلك تامبا وجاكسونفيل، إلى جانب مدن ساحلية أخرى مثل هيوستن ونيو أورليانز وسافانا وتشارلستون وويلمنجتون، بمتوسط درجات حرارة مرتفعة في الصيف من حوالي 90 إلى أوائل التسعينيات فهرنهايت، وتنخفض عمومًا من 70 إلى 75 درجة مئوية. °ف (21 إلى 24 °م)؛ جنبًا إلى جنب مع الهواء الاستوائي الرطب، فإن هذا يخلق ظروف الطقس الصيفي الحارة السائدة هنا.

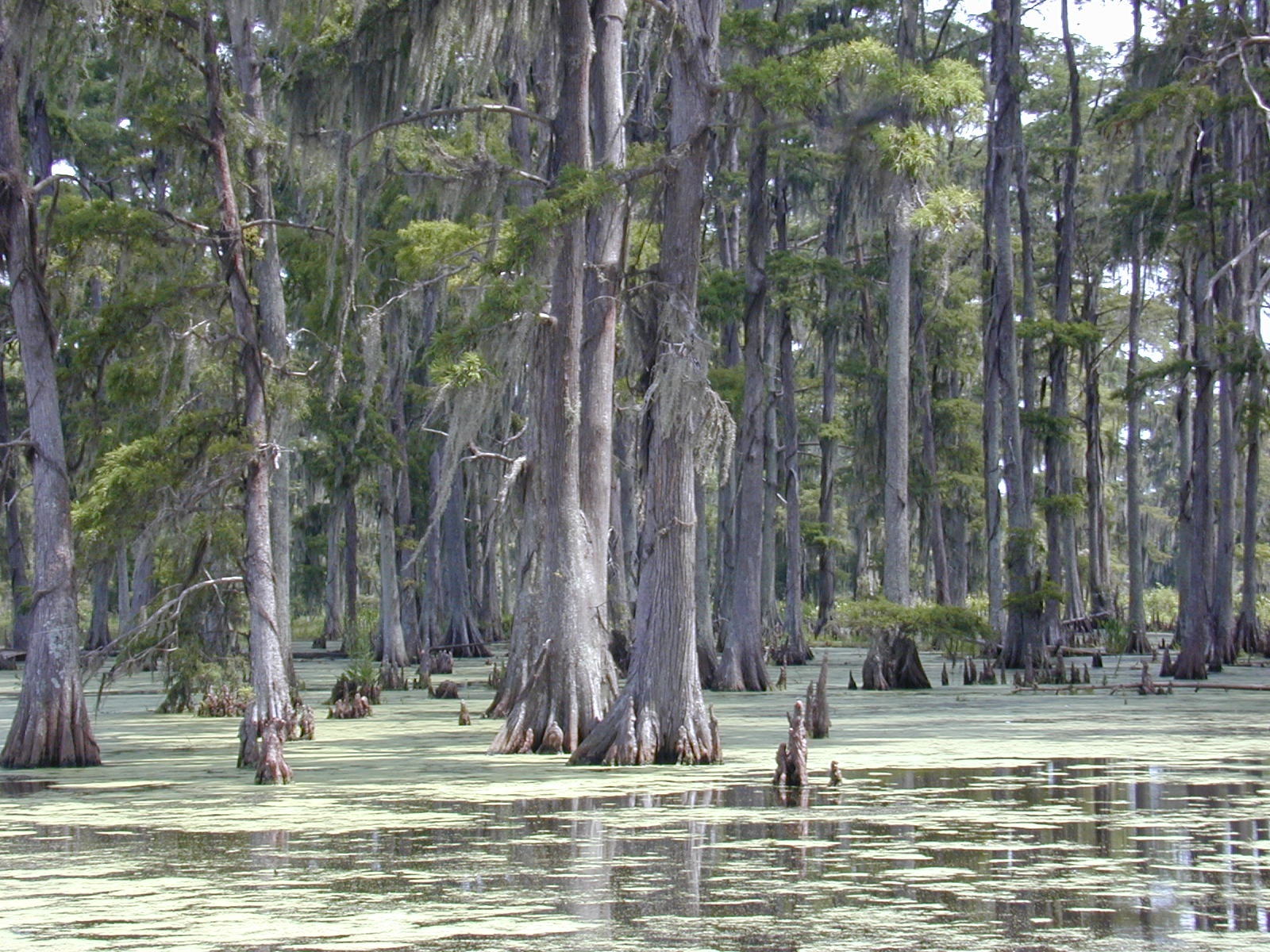
مستنقع في جنوب لويزيانا

في الجنوب الداخلي، في مدن مثل رالي وأتلانتا وبرمنغهام وناشفيل ولكسنجتون وجاكسون، تكون درجات الحرارة العظمى والصغرى في الصيف مماثلة للمناطق الساحلية، بينما تتراوح درجات الحرارة العظمى اليومية المتوسطة في بعض مناطق شرق ووسط تكساس الداخلية (مثل دالاس وأوستن وسان أنطونيو) بين منتصف التسعينيات فهرنهايت وأعلى. وفي الشتاء، تتراوح درجات الحرارة العظمى اليومية المتوسطة بين الأربعين فهرنهايت وأعلى تسعين فهرنهايت. °ف (4 °C)s (الجنوب العلوي: شمال أركنساس وكنتاكي وفيرجينيا)، إلى 60 °ف (16 °C) على طول ساحل الخليج وساحل جنوب المحيط الأطلسي (تشارلستون جنوبًا)، مع 70 °ف (21 °C) في وسط فلوريدا وجنوب تكساس البعيد. متوسط درجات الحرارة الدنيا اليومية في الشتاء تتراوح من 20 °ف (−7 °C)s شمالا إلى 40 °ف (4 °C) على طول الخليج وسواحل المحيط الأطلسي الجنوبية البعيدة، مع 50 °ف (10 °C) في فلوريدا والساحل الجنوبي لتكساس، وهما المنطقتان الواقعتان على حدود منطقة المناخ الاستوائي.
ويشهد معظم المناطق الداخلية في الجنوب (تينيسي وكنتاكي والولايات الخليجية الشمالية) ذروة في هطول الأمطار في الشتاء أو الربيع، وعادة ما يكون ديسمبر أو مارس أو أبريل الشهر الأكثر رطوبة، بينما تكون الفترة من أغسطس إلى أكتوبر الأشهر الأكثر جفافاً ــ على سبيل المثال، في برمنغهام وهانتسفيل وتوبيلو وممفيس. من نوفمبر إلى أبريل، تشهد هذه المناطق عادة صراعات حادة بين الهواء البارد والجاف من كندا والهواء الدافئ والرطب من خليج المكسيك. تؤدي هذه الاشتباكات بين الكتل الهوائية في كثير من الأحيان إلى هطول أمطار غزيرة في الشتاء والربيع في منطقة وسط الجنوب [الإنجليزية]. نظراً للكتل الهوائية الاستوائية، يمكن أن تحدث العواصف الرعدية في فصل الصيف في جميع أنحاء الجنوب، ولكنها أثقل وأكثر تواتراً على طول ساحل الخليج، وساحل جنوب المحيط الأطلسي (منطقة نورفولك، فيرجينيا جنوباً)، وفي شبه جزيرة فلوريدا. على طول معظم ساحل الخليج (أي نيو أورليانز، وموبيل، وبينساكولا)، وفي المناطق الساحلية والرملية في جنوب المحيط الأطلسي (أي كولومبيا، وفاييتفيل، ورالي، وويلمنجتون، ونورفولك)، عادةً ما يكون شهري يوليو وأغسطس الأشهر الأكثر رطوبة، ويتوزع هطول الأمطار بالتساوي إلى حد ما في بقية العام. من شهر أغسطس إلى أوائل شهر أكتوبر، تكون دول الخليج الساحلية وجنوب المحيط الأطلسي عرضة للتأثر بأنظمة الطقس الاستوائية (المنخفضات الاستوائية والعواصف الاستوائية والأعاصير). حتى في فصل الشتاء، تسقط معظم الأمطار على شكل أمطار. ومع ذلك، في بعض الأحيان قد يحدث هطول أمطار مجمدة (ثلج أو مطر ممطر و/أو مطر متجمد) (وهو أكثر شيوعا في المناطق الداخلية والشمالية) عندما تتسبب العواصف المتجهة نحو الجنوب في رمي رطوبة الخليج أو المحيط الأطلسي فوق الهواء البارد على مستوى الأرض.
يتمتع جنوب فلوريدا بمناخ استوائي، حيث يبلغ متوسط درجة الحرارة في جميع الأشهر أكثر من 65 درجة مئوية. °ف (18 °م)، موسم الأمطار من مايو إلى أكتوبر، وموسم الجفاف من نوفمبر إلى أبريل. في مدن مثل فورت لودرديل، ميامي، كي ويست، نابلس، وبالم بيتش، تتراوح درجات الحرارة العظمى اليومية المتوسطة من منتصف السبعينيات. °ف (21 °C) في الشتاء إلى ما يقرب من 90 °ف (32–33 °م) في الصيف. تتراوح درجات الحرارة المنخفضة المتوسطة بين عشية وضحاها من أعلى 50 درجة °ف (10 °C) في الشتاء إلى منتصف وأعلى 70 °ف (21 °م) في الصيف. تعد منطقة جنوب فلوريدا المنطقة الأكثر دفئًا في البر الرئيسي للولايات المتحدة في فصل الشتاء.

### السهول الجنوبية/الغرب الأوسط السفلي/ساحل الشرق الأوسط/المحيط الأطلسي الأوسط
تتمتع المنطقة الممتدة من السهول الجنوبية إلى الغرب الأوسط السفلي، شرقًا إلى أجزاء من الجنوب العلوي، والساحل الشرقي الأوسط (مدينة نيويورك/منطقة كونيتيكت الساحلية جنوبًا إلى فرجينيا) بمناخ معتدل رطب، انتقالي بين المناطق المناخية القارية الرطبة والمناطق المناخية شبه الاستوائية الرطبة، ويصبح شبه قاحل في السهول الغربية. تتمتع هذه المنطقة بشتاء بارد إلى بارد وصيف حار ورطب. تتراوح درجات الحرارة العظمى خلال النهار من 80 إلى 90 °ف (27 إلى 32 °م) في الصيف إلى 35 إلى 50 °ف (2 إلى 10 °م) في الشتاء. تتراوح درجات الحرارة المنخفضة من 60 °ف (16 °م) في الصيف إلى 25 إلى 35 °ف (−4 إلى 2 °م) في الشتاء. تشمل المدن في هذه المنطقة لويزفيل، كنتاكي، ويتشيتا، كانساس، سينسيناتي، سانت لويس، ميسوري، سبرينغفيلد، إلينوي، إنديانابوليس، كولومبوس، أوهايو، بيتسبرغ، فيلادلفيا، واشنطن العاصمة، ريتشموند، فيرجينيا، مدينة نيويورك، نيو هافن، كونيتيكت، وأتلانتيك سيتي، نيو جيرسي. يتوزع هطول الأمطار بالتساوي إلى حد ما على مدار العام، على الرغم من أنه عند السفر من إنديانا غربًا، يكون هناك تركيز متزايد الأهمية في أوائل الصيف، مع ذروة شهر مايو في شمال تكساس وأوكلاهوما، وذروة شهر يونيو بشكل متزايد من (وسط/شمال) إنديانا غربًا إلى كانساس. عندما يسافر المرء من الشرق إلى الغرب عبر تكساس وأوكلاهوما وكانساس، فإن متوسط هطول الأمطار السنوي يتناقص بشكل مطرد. أقصى غرب تكساس (منطقة إل باسو) عبارة عن صحراء، ومتوسط هطول الأمطار السنوي أقل من عشرون بوصة (510 مـم) في أقصى غرب ولاية كانساس ومنطقة أوكلاهوما بانهادل، حيث يصنف المناخ على أنه شبه جاف.
في منطقة الغرب الأوسط السفلي (ولايات السهول الجنوبية، على وجه الخصوص)، يمكن أن ترتفع درجات الحرارة أو تنخفض بسرعة؛ ويمكن أن تكون الرياح شديدة؛ ويمكن أن تؤدي الكتل الهوائية المتصادمة، بما في ذلك الهواء الساخن والجاف من أصل مكسيكي و/أو جنوب غربي، والهواء الدافئ والرطب من خليج المكسيك والهواء البارد والجاف من كندا، إلى حدوث عواصف رعدية شديدة وأعاصير، وخاصة من أبريل إلى يونيو. غالبًا ما يتسبب «الخط الجاف»، الذي يفصل الهواء الساخن والجاف القادم من المكسيك وجنوب غرب الولايات المتحدة عن الهواء الدافئ والرطب القادم من خليج المكسيك، في حدوث عواصف رعدية شديدة وعنيفة في بعض الأحيان في وسط وشرق تكساس وأوكلاهوما وكانساس؛ وتساهم هذه العواصف أحيانًا في حدوث العواصف البردية وانفجارات الأعاصير [الإنجليزية] التي تشتهر بها السهول الجنوبية. انعكاسًا لهذه الصراعات بين الكتل الهوائية، فإن وسط أوكلاهوما، بما في ذلك منطقتي أوكلاهوما سيتي ومور – نورمان، لديه أعلى معدل للأعاصير لكل وحدة مساحة من الأرض على كوكب الأرض، حيث يعتبر شهر مايو هو الشهر الأكثر خطورة بالنسبة للأعاصير في جميع أنحاء «زقاق الأعاصير [الإنجليزية]»، من شمال تكساس إلى الشمال الشرقي نحو غرب ووسط أيوا.

### السهول العظمى الشمالية/الشمالية الوسطى/البحيرات العظمى/نيو إنجلاند
يتمتع النصف الشمالي من السهول الكبرى (نبراسكا شمالًا)، والغرب الأوسط، والبحيرات العظمى، وولايات نيو إنجلاند بمجموعة متنوعة من المناخات القارية الرطبة [الإنجليزية]، بينما تتمتع السهول الغربية بمناخ شبه قاحل. هناك أربعة فصول مميزة هنا، مع صيف دافئ إلى حار، وشتاء بارد ومثلج في كثير من الأحيان. تتراوح درجات الحرارة العظمى اليومية المتوسطة من 10 °ف (−12 °C) (في داكوتا الشمالية، ووسط وشمال مينيسوتا) إلى 30 °ف (−1 °C) في الشتاء إلى 70 إلى 80 °ف (21 إلى 27 °C) في الصيف، بينما تتراوح درجات الحرارة المنخفضة أثناء الليل من أقل من 0 درجة مئوية. °ف (−18 °C) في الشتاء (في شمال داكوتا ومعظم مينيسوتا) إلى 50 إلى 60 °ف (10 إلى 16 °م) في الصيف. في ولايات نيو إنجلاند، يتم توزيع هطول الأمطار بالتساوي على مدار العام، مع وجود حد أقصى طفيف في أواخر الخريف وأوائل الشتاء (نوفمبر–ديسمبر) على طول ساحل نيو إنجلاند من بوسطن شمالًا بسبب العواصف الشديدة في أوائل الشتاء. في ولايات البحيرات العظمى، يمكن أن يؤدي الهواء القطبي البارد في الشتاء الذي يعبر مياه البحيرة الدافئة نسبيًا إلى تساقط ثلوج [الإنجليزية] متكررة وثقيلة جدًا في بعض الأحيان، وخاصة على الشواطئ الشرقية والجنوبية للبحيرات العظمى (على سبيل المثال، في شبه جزيرة ميشيغان السفلى وفي منطقة بافالو، نيويورك). تشمل المدن في هذه المنطقة مينيابوليس وأوماها وسيوكس فولز وفارجو وشيكاغو وكليفلاند وبافالو وألباني وبوسطن وكونكورد وأوغوستا. عندما يسافر المرء من الشرق إلى الغرب عبر نبراسكا وجنوب داكوتا وشمال داكوتا، فإن متوسط هطول الأمطار السنوي يتناقص بشكل مطرد، وتتمتع المقاطعات الواقعة في أقصى الغرب من هذه الولايات بمناخ شبه قاحل، مع حوالي أو أكثر بقليل من 15 بوصة من الأمطار سنويًا، في المتوسط (انظر بيانات المناخ لويليستون، شمال داكوتا، ورابيد سيتي، جنوب داكوتا، وسكوتس بلاف، نبراسكا).
في ولايات الغرب الأوسط الأعلى والسهول الشمالية، قد ترتفع درجات الحرارة أو تنخفض بسرعة، ويمكن أن تكون الرياح (الناتجة عن العواصف الرعدية في الموسم الدافئ أو أنظمة الضغط المنخفض على نطاق أوسع) قوية إلى شديدة. هنا، تتعارض الكتل الهوائية بشكل أساسي بين الهواء الدافئ الرطب القادم من خليج المكسيك والهواء البارد والجاف القادم من كندا، مع تدخلات عرضية للهواء الساخن والجاف القادم من الجنوب الغربي. عادةً ما ينتج عن التصادم بين الهواء الكندي وهواء الخليج عواصف رعدية شديدة (بما في ذلك عواصف البرد، خاصة في السهول الغربية) وأعاصير، لا سيما في شهري مايو ويونيو. في ولايات السهول الشمالية والوسطى الشمالية بشكل عام، يعد يونيو الشهر الأكثر رطوبة في المتوسط على مدار العام، بسبب ذروة هطول الأمطار والعواصف الرعدية. كما أن يونيو هو الشهر الأكثر خطورة من حيث الطقس القاسي في جميع أنحاء داكوتا الشمالية وداكوتا الجنوبية ومينيسوتا وأيوا وويسكونسن وشمال إلينوي.[بحاجة لمصدر]

### شمال غرب المحيط الهادئ

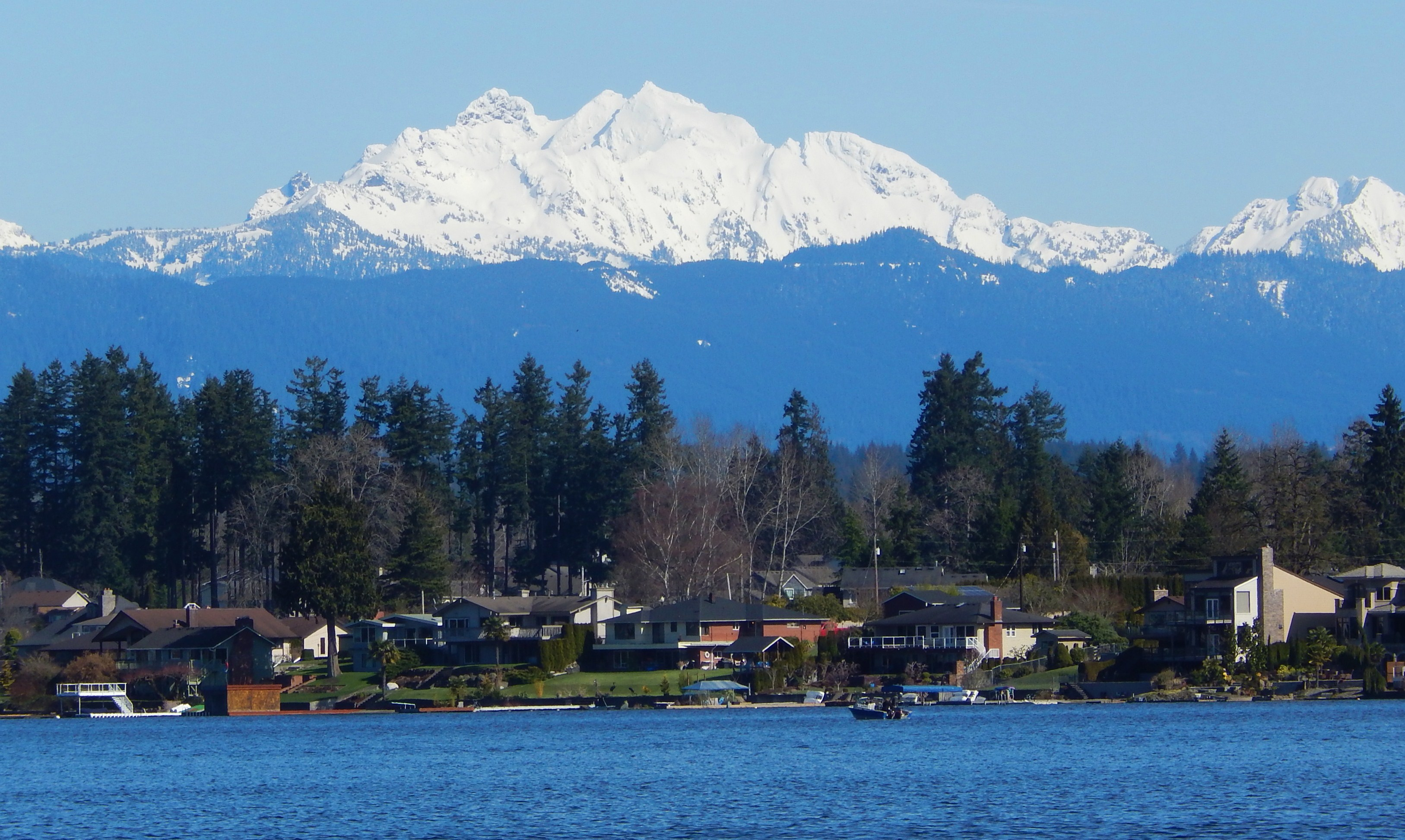
سلسلة جبال كاسكيد في واشنطن

يتمتع شمال غرب المحيط الهادئ بمناخ محيطي. المناخ رطب وبارد في الخريف والشتاء والربيع، ومستقر وجاف في أشهر الصيف، وخاصة شهري يوليو وأغسطس. في المتوسط، الشهر الأكثر رطوبة هو عادة شهر نوفمبر أو ديسمبر؛ والأكثر جفافا هو شهر يوليو. في أشهر الصيف، يبلغ متوسط درجات الحرارة المرتفعة في مدن مثل سياتل وبورتلاند ما بين 70 إلى 75 درجة مئوية. °ف (21 إلى 26 °م) مع انخفاض درجات الحرارة من 50 إلى 59 درجة °ف (10 إلى 15 °م)، بينما في الشتاء تتراوح درجات الحرارة العظمى اليومية بين 40 إلى 45 درجة مئوية. °ف (4 إلى 9 °م) وانخفاض درجات الحرارة خلال الليل من 30 إلى 38 درجة مئوية °F (−1 إلى 4 °م).[بحاجة لمصدر]
في فصل الشتاء، تشهد منطقة شمال غرب المحيط الهادئ (وخاصة المناطق الساحلية والمناطق الأخرى الواقعة إلى الغرب، أي على الجانب السائد المواجه للرياح، من سلسلتي جبال أوليمبيك وكاسكيد)، مناخًا غائمًا ورطبًا وباردًا في الغالب، ولكن بدون برودة شديدة مثل تلك الموجودة في المناطق الداخلية الشمالية من الولايات المتحدة (أي مينيسوتا / داكوتا الشمالية). في المرتفعات المنخفضة، تهطل الأمطار الشتوية في الغالب على شكل أمطار. ومع ذلك، يحدث تساقط الثلوج حتى على أدنى الارتفاعات، وخاصة عندما تتفاعل رطوبة المحيط الهادئ مع الهواء البارد المتسلل إلى شمال غرب المحيط الهادئ من غرب كندا (أي ألبرتا وداخل كولومبيا البريطانية). يكون الصيف في منطقة شمال غرب المحيط الهادئ باردًا بشكل عام، وخاصة على طول الساحل. حوض جريت باسين وهضبة كولومبيا (هضاب إنترمونتان) هي مناطق قاحلة أو شبه قاحلة، مع درجات حرارة صيفية مرتفعة تتراوح بين التسعينيات إلى أكثر من 100 درجة فهرنهايت في بعض الأحيان على ارتفاعات منخفضة (على سبيل المثال في بويسي، أيداهو)، مع متوسط هطول الأمطار السنوي أقل من 15 بوصة (380 درجة فهرنهايت). (ملم) نتيجة لظل المطر من جبال سييرا نيفادا وكاسكيدز.[بحاجة لمصدر] تتمتع المناطق الساحلية والداخلية في أوريغون وواشنطن وجنوب أيداهو بنمط هطول أمطار رطب في الشتاء وجاف في الصيف، ولكن عند السفر شرقًا إلى مونتانا ووايومنغ، يتحول هذا النمط تدريجيًا (على سبيل المثال، في ميسولا، مونتانا) نحو شتاء أكثر جفافًا نسبيًا وشهر مايو ويونيو كحد أقصى لهطول الأمطار، وهذه الأخيرة من سمات السهول الشمالية ومعظم الغرب الأوسط العلوي (أي كل من داكوتا ونبراسكا وأيوا ومينيسوتا).

### ألاسكا
المناخ في جونو والمنطقة الجنوبية الشرقية هو مناخ محيطي متوسط العرض (كوبن، سي إف بي). المناخ في أقصى شمال ألاسكا هو ما يمكن توقعه في منطقة تقع شمال الدائرة القطبية الشمالية – إنه مناخ القطب الشمالي (كوبن ET) مع فصول شتاء طويلة وباردة للغاية وصيف قصير وبارد. يقول موقع Akclimate.org ما يلي: «يؤثر الارتفاع فوق مستوى سطح البحر على مناخ منطقة معينة [في ألاسكا]. فالمناطق المنخفضة في داخل ألاسكا، مثل يوكون فلاتس ووادي تانانا، تشهد بردًا شديدًا في الشتاء، بالإضافة إلى درجات حرارة مرتفعة في الصيف.»

### هاواي
تحتوي هاواي على 11 منطقة مناخية مختلفة، تتأثر بالارتفاع والتأثير الطوبوغرافي على الرياح والأمطار. وتشمل هذه المناطق الاستوائية عند مستوى سطح البحر، والقاحلة، وشبه القاحلة، والمعتدلة، والألبية على أعلى الارتفاعات. يحدث الثلج أحيانًا في المناطق الجبلية المرتفعة.

### أقاليم الكاريبي

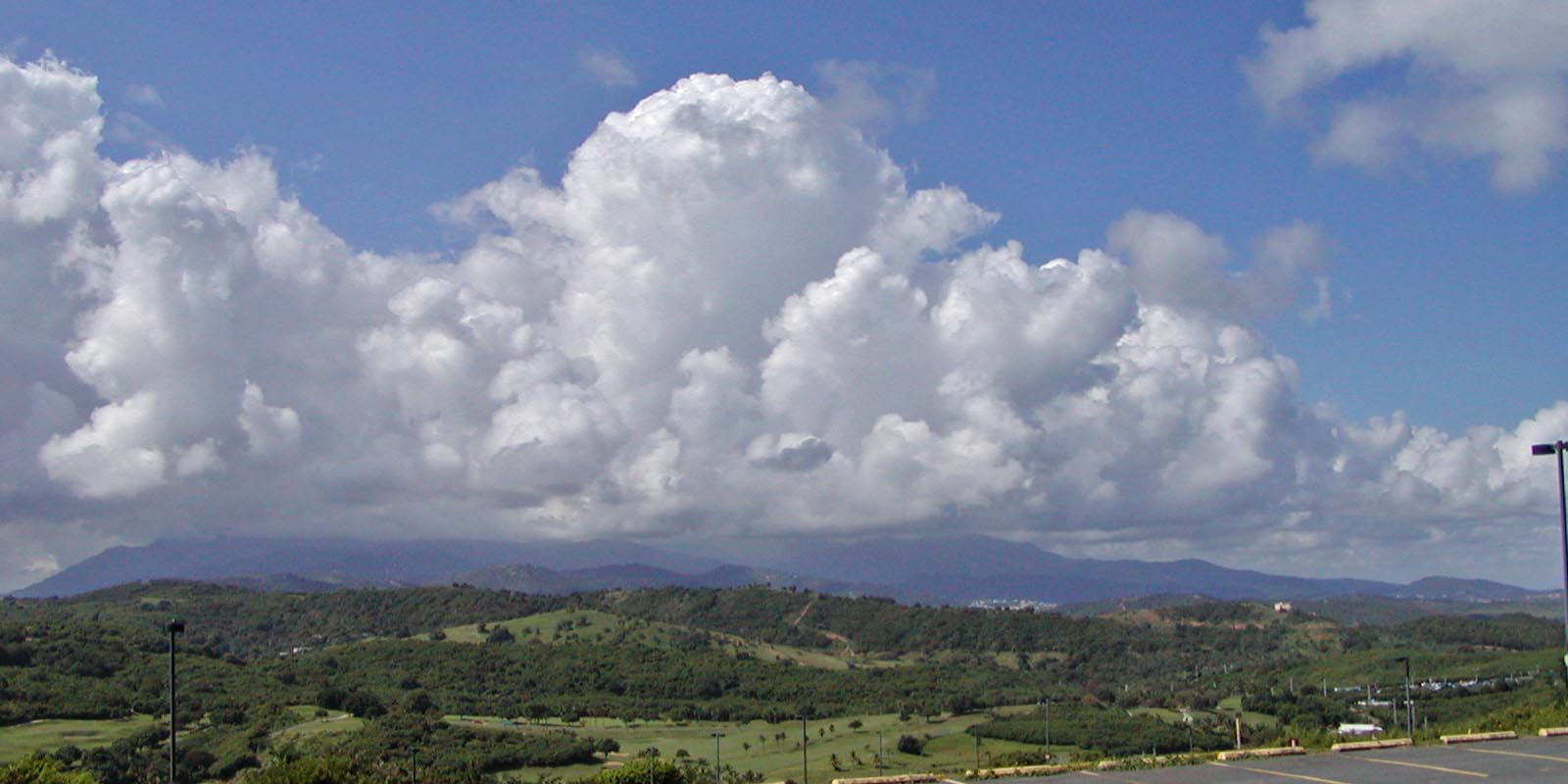
غابة اليونكي الوطنية في بورتوريكو

بورتوريكو لديها مناطق مناخية مختلفة، كلها استوائية. الجزء الشمالي الشرقي من الإقليم رطب للغاية، مع مناخ الغابات المطيرة الاستوائية (مناخ كوبنهاغن). وهذا يدعم الغابات المطيرة مثل El Yunque. الجزء الجنوبي أكثر جفافًا، ويغلب عليه مناخ السافانا (كوبن أو) مع وجود مناطق صغيرة على الساحل الجنوبي جافة بما يكفي لوجود مناخ حار شبه جاف (كوبن بي إس إتش).
تتمتع جزر فيرجن الأمريكية بمناخ السافانا الاستوائية، مع فصول شتاء دافئة وجافة وصيف ممطر (كوبن أو)، وهو مناخ نموذجي لمنطقة البحر الكاريبي. موسم الأمطار يمتد من شهر مايو إلى شهر أكتوبر.
في عام 2015، ذكرت صحيفة وول ستريت جورنال أن الأقاليم الأمريكية مثل بورتوريكو هي المناطق الأكثر عرضة لتغير المناخ في الولايات المتحدة.

### أقاليم المحيط الهادئ

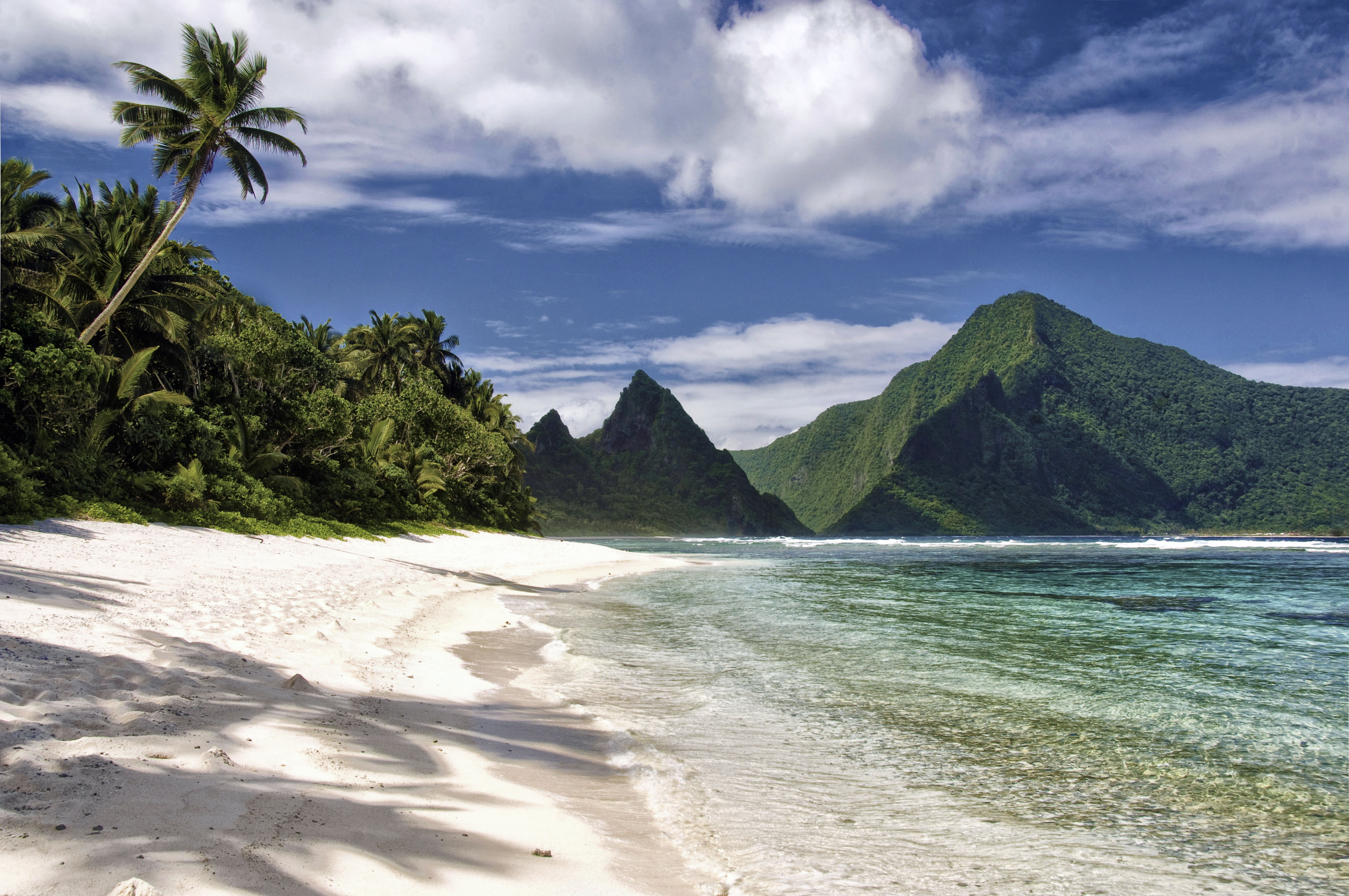
منظر لشاطئ أوفو في جزيرة أوفو في ساموا الأمريكية

يتمتع كل من غوام وجزر ماريانا الشمالية بمناخ الغابات المطيرة الاستوائية ذات الرياح التجارية (مناخ كوبنهاغن). موسم الجفاف من يناير إلى مايو، وموسم الأمطار من يوليو إلى نوفمبر.
تقع ساموا الأمريكية جنوب خط الاستواء، وبالتالي فإن مواسمها الجافة/الرطبة معكوسة. موسم الأمطار هو من ديسمبر إلى مارس، وموسم الجفاف هو من أبريل إلى سبتمبر. يحبس جبل رينماكر [الإنجليزية] في توتويلا سحب المطر التجارية، مما يؤدي إلى هطول أمطار غزيرة للغاية ومناخ الغابات المطيرة الاستوائية (كوبن أف).

## هطول الأمطار
يختلف معدل هطول الأمطار (سواء من حيث الكمية السنوية أو التوزيع السنوي أو الخصائص) بشكل كبير عبر الولايات المتحدة وممتلكاتها. تؤدي الأعاصير خارج المدارية في أواخر الصيف والخريف إلى جلب غالبية الأمطار التي تهطل عبر غرب وجنوب وجنوب شرق ألاسكا سنويًا. خلال فصل الخريف والشتاء والربيع، تجلب أنظمة العواصف في المحيط الهادئ الكثير من الأمطار إلى معظم هاواي وغرب الولايات المتحدة. تتمتع معظم ولاية فلوريدا بنمط هطول الأمطار الموسمية شبه الاستوائية (صيف رطب وشتاء جاف).
في وسط وشرق الولايات المتحدة العليا، يتم توزيع هطول الأمطار بالتساوي على مدار العام، على الرغم من أن هطول الأمطار في الصيف يزداد كلما اتجهنا نحو الجنوب الشرقي. تزيد ثلوج تأثير البحيرة من احتمالية هطول الأمطار في اتجاه الريح من البحيرات العظمى، بالإضافة إلى بحيرة الملح العظمى وبحيرات الأصابع خلال موسم البرد. متوسط نسبة الثلج إلى السائل في جميع أنحاء الولايات المتحدة المتجاورة هو 13:1، مما يعني 13 بوصة (330 مـم) من الثلج يذوب حتى يصل إلى 1 بوصة (25 مـم) من الماء. تؤثر ظاهرة النينيو–التذبذب الجنوبي على توزيع هطول الأمطار، وذلك من خلال تغيير أنماط هطول الأمطار في الغرب والغرب الأوسط والجنوب الشرقي وفي جميع أنحاء المناطق الاستوائية.
خلال فصل الصيف، تعمل الرياح الموسمية الجنوبية الغربية، إلى جانب رطوبة خليج كاليفورنيا وخليج المكسيك التي تتحرك حول التلال شبه الاستوائية في المحيط الأطلسي، على جلب وعود بعواصف رعدية بعد الظهر والمساء إلى الطبقة الجنوبية من البلاد وكذلك السهول الكبرى. باتجاه خط الاستواء من السلسلة شبه الاستوائية، تعمل الأعاصير المدارية على تعزيز هطول الأمطار (معظمها من أغسطس إلى أكتوبر) عبر الأقسام الجنوبية والشرقية من البلاد، بالإضافة إلى بورتوريكو، وجزر فيرجن الأمريكية، وجزر ماريانا الشمالية، وجوام، وساموا الأمريكية. فوق قمة التلال، يجلب التيار النفاث أقصى هطول للأمطار في الصيف إلى البحيرات العظمى. تتحرك مناطق العواصف الرعدية الكبيرة المعروفة باسم المجمعات الحملية متوسطة الحجم [الإنجليزية] عبر السهول والغرب الأوسط والبحيرات العظمى أثناء الموسم الدافئ، مما يساهم بما يصل إلى 10% من هطول الأمطار السنوي في المنطقة.

## التطرفات

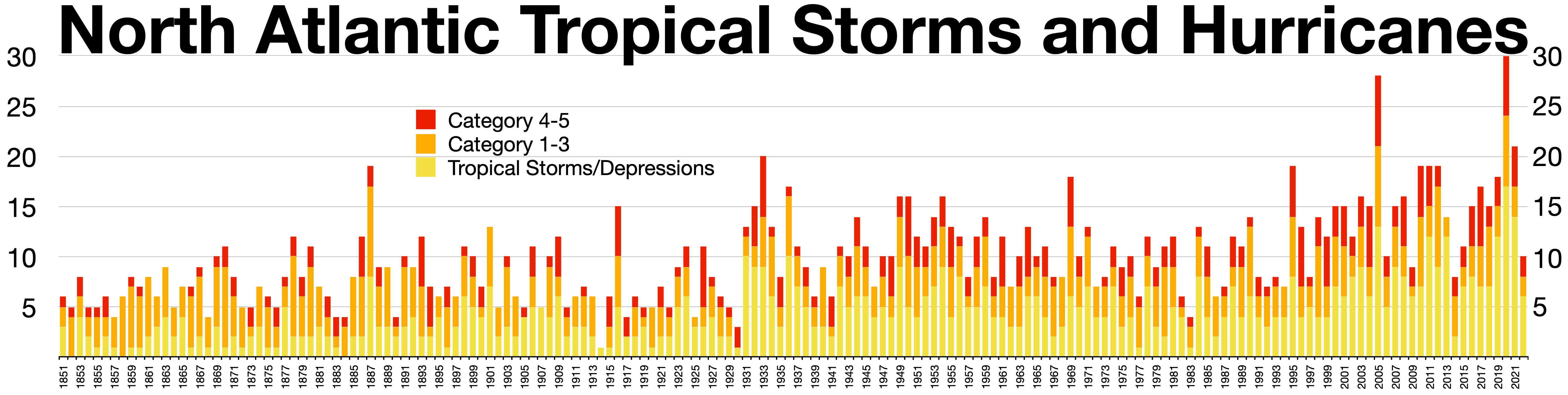
العواصف والأعاصير الاستوائية في شمال الأطلسي
مقياس سفير-سمبسون 4-5
إعصار من الفئة 1-3
العاصفة الاستوائية أو المنخفض الاستوائي

في شمال ألاسكا، تسود ظروف التندرا والقطب الشمالي، وانخفضت درجة الحرارة إلى −80 °ف (−62 °م) مئوية. على الطرف الآخر من الطيف، وصل وادي الموت في كاليفورنيا إلى 134 °ف (56.7 °م)، وهي أعلى درجة حرارة تم تسجيلها رسميًا على الإطلاق على الأرض.
في المتوسط، تحصل جبال الولايات الغربية على أعلى مستويات تساقط الثلوج على وجه الأرض. أعلى مستوى سنوي لتساقط الثلوج هو في جبل رينييه في واشنطن، عند 692 بوصة (1,758 سـم) ؛ وكان الرقم القياسي هناك 1,122 بوصة (2,850 سـم) في شتاء 1971–1972. تم تحطيم هذا الرقم القياسي من قبل منطقة التزلج في جبل بيكر في شمال غرب واشنطن والتي أبلغت عن 1,140 بوصة (2,896 سـم) من تساقط الثلوج في موسم تساقط الثلوج 1998–1999. ومن بين الأماكن الأخرى التي تشهد تساقطًا كثيفًا للثلوج خارج سلسلة جبال كاسكيد سلسلة جبال واساتش، بالقرب من بحيرة الملح الكبرى وجبال سييرا نيفادا، بالقرب من بحيرة تاهو.
على طول سلاسل الجبال الساحلية في شمال غرب المحيط الهادئ، يكون معدل هطول الأمطار أكبر من أي مكان آخر في الولايات المتحدة القارية، حيث يبلغ متوسط هطول الأمطار في محطة كوينولت رينجر في واشنطن 137 بوصة (3,480 مـم). وتستقبل هاواي المزيد، حيث 404 بوصة (10,262 مـم) يتم قياسها سنويًا، في المتوسط، في المستنقع الكبير [الإنجليزية]، في ماوي. يعد ميناء باغو باغو [الإنجليزية] في ساموا الأمريكية الميناء الأكثر هطولًا للأمطار في العالم (بسبب جبل رينميكر الذي يبلغ ارتفاعه [الإنجليزية] 523 مترًا). تعد صحراء سونوران في الجنوب الغربي موطنًا لأكثر المناطق جفافًا في الولايات المتحدة. يبلغ متوسط هطول الأمطار في يوما، أريزونا، 2.63 بوصة (67 مـم) من الأمطار كل عام.
| البيانات المناخية لـالولايات المتحدة                                                               | البيانات المناخية لـالولايات المتحدة | البيانات المناخية لـالولايات المتحدة | البيانات المناخية لـالولايات المتحدة | البيانات المناخية لـالولايات المتحدة | البيانات المناخية لـالولايات المتحدة | البيانات المناخية لـالولايات المتحدة | البيانات المناخية لـالولايات المتحدة | البيانات المناخية لـالولايات المتحدة | البيانات المناخية لـالولايات المتحدة | البيانات المناخية لـالولايات المتحدة | البيانات المناخية لـالولايات المتحدة | البيانات المناخية لـالولايات المتحدة | البيانات المناخية لـالولايات المتحدة |
| الشهر                                                                                              | يناير                                | فبراير                               | مارس                                 | أبريل                                | مايو                                 | يونيو                                | يوليو                                | أغسطس                                | سبتمبر                               | أكتوبر                               | نوفمبر                               | ديسمبر                               | المعدل السنوي                        |
| -------------------------------------------------------------------------------------------------- | ------------------------------------ | ------------------------------------ | ------------------------------------ | ------------------------------------ | ------------------------------------ | ------------------------------------ | ------------------------------------ | ------------------------------------ | ------------------------------------ | ------------------------------------ | ------------------------------------ | ------------------------------------ | ------------------------------------ |
| الدرجة القصوى °ف (°م)                                                                              | 101 (38)                             | 105 (41)                             | 108 (42)                             | 118 (48)                             | 124 (51)                             | 129.2 (54.0)                         | 134 (57)                             | 130 (54)                             | 127 (53)                             | 117 (47)                             | 105 (41)                             | 100 (38)                             | 134 (57)                             |
| أدنى درجة حرارة °ف (°م)                                                                            | −80 (−62)                            | −75 (−59)                            | −68 (−56)                            | −50 (−46)                            | −25 (−32)                            | −11 (−24)                            | 8 (−13)                              | −6 (−21)                             | −15 (−26)                            | −49 (−45)                            | −62 (−52)                            | −72 (−58)                            | −80 (−62)                            |
| المصدر #1: http://www.infoplease.com/ipa/A0762182.html                                             |                                      |                                      |                                      |                                      |                                      |                                      |                                      |                                      |                                      |                                      |                                      |                                      |                                      |
| المصدر #2: https://wrcc.dri.edu/Climsum.html (أدنى مستويات قياسية في فبراير ويونيو ويوليو وأغسطس)، |                                      |                                      |                                      |                                      |                                      |                                      |                                      |                                      |                                      |                                      |                                      |                                      |                                      |

### الارتفاعات الشديدة
| الشهر  | درجة حرارة         | التاريخ                                       | الموقع                                                                     |
| ------ | ------------------ | --------------------------------------------- | -------------------------------------------------------------------------- |
| يناير  | 101 °ف (38.3 °م)   | 23 يناير 1897                                 | باكاي، مقاطعة ماريكوبا، أريزونا                                            |
| فبراير | 105 °ف (40.6 °م)   | 3 فبراير 1963                                 | مونتيزوما، مقاطعة ماريكوبا، أريزونا                                        |
| مارس   | 108 °ف (42.2 °م)   | 14 مارس 1902 و31 مارس 1954 و27 مارس 2020      | مدينة ريو غراندي، مقاطعة ستار، تكساس (1902 و1954) وسد فالكون، تكساس (2020) |
| أبريل  | 118 °ف (47.8 °م)   | 25 أبريل 1898                                 | فولكانو سبرينغز، مقاطعة إمبريال، كاليفورنيا                                |
| مايو   | 124 °ف (51.1 °م)   | 27 مايو 1896                                  | سالتون سيتي، مقاطعة إمبريال، كاليفورنيا                                    |
| يونيو  | 129.2 °ف (54.0 °م) | 30 يونيو 2013                                 | فرنس كريك، مقاطعة إنيو، كاليفورنيا                                         |
| يوليو  | 134 °ف (56.7 °م)   | 10 يوليو 1913                                 | فرنس كريك، مقاطعة إنيو، كاليفورنيا                                         |
| أغسطس  | 130 °ف (54.4 °م)   | 16 أغسطس 2020                                 | فرنس كريك، مقاطعة إنيو، كاليفورنيا                                         |
| سبتمبر | 127 °ف (52.8 °م)   | 2 سبتمبر 2022                                 | فرنس كريك، مقاطعة إنيو، كاليفورنيا                                         |
| أكتوبر | 118 °ف (47.8 °م)   | 5 أكتوبر 1917، و2 أكتوبر 1980، و1 أكتوبر 2024 | مكة (1917 و1980) وبالم سبرينغز، مقاطعة ريفرسايد، كاليفورنيا (2024)         |
| نوفمبر | 105 °ف (40.6 °م)   | 12 نوفمبر 1906                                | كرافتونفيل، مقاطعة سان برناردينو، كاليفورنيا                               |
| ديسمبر | 100 °ف (37.8 °م)   | 8 ديسمبر 1938                                 | لا ميسا، مقاطعة سان دييغو، كاليفورنيا                                      |

### انخفاضات شديدة
| الشهر  | درجة حرارة      | التاريخ        | الموقع                                                                 |
| ------ | --------------- | -------------- | ---------------------------------------------------------------------- |
| يناير  | −80 °ف (−62 °م) | 23 يناير 1971  | بروسبكت كريك، يوكون–كويوكوك، ألاسكا                                    |
| فبراير | −75 °ف (−59 °م) | 3 فبراير 1947  | تاناكروس، جنوب شرق فيربانكس، ألاسكا                                    |
| مارس   | −68 °ف (−56 °م) | 1 مارس 1971    | كوبوك، شمال غرب القطب الشمالي، ألاسكا وألاكاكيت، يوكون–كويوكوك، ألاسكا |
| أبريل  | −50 °ف (−46 °م) | 5 أبريل 1995   | أوميا، المنحدر الشمالي، ألاسكا                                         |
| مايو   | −25 °ف (−32 °م) | 5 مايو 1992    | بحيرة شاندالار، يوكون–كويوكوك، ألاسكا                                  |
| يونيو  | −11 °ف (−24 °م) | 28 يونيو 1971  | ممر أناكتوفوك، المنحدر الشمالي، ألاسكا                                 |
| يوليو  | 8 °ف (−13 °م)   | 20 يوليو 1967  | ممر أناكتوفوك، المنحدر الشمالي، ألاسكا                                 |
| أغسطس  | −6 °ف (−21 °م)  | 15 أغسطس 1997  | بحيرة سنوشو، فالديز–كوردوفا، ألاسكا                                    |
| سبتمبر | −15 °ف (−26 °م) | 20 سبتمبر 1983 | بيج بايني، مقاطعة سابليت، وايومنغ                                      |
| أكتوبر | −49 °ف (−45 °م) | 26 أكتوبر 2008 | (وادي شمال شرق) بحيرة شاندالار، يوكون–كويوكوك، ألاسكا                  |
| نوفمبر | −62 °ف (−52 °م) | 30 نوفمبر 1970 | بروسبكت كريك، يوكون–كويوكوك، ألاسكا                                    |
| ديسمبر | −72 °ف (−58 °م) | 31 ديسمبر 1999 | تشيكن، جنوب شرق فيربانكس، ألاسكا                                       |

## المتوسط العام
| البيانات المناخية لـالمتوسط المتواصل للولايات المتحدة (المعدلات الطبيعية للفترة 1991–2020) | البيانات المناخية لـالمتوسط المتواصل للولايات المتحدة (المعدلات الطبيعية للفترة 1991–2020) | البيانات المناخية لـالمتوسط المتواصل للولايات المتحدة (المعدلات الطبيعية للفترة 1991–2020) | البيانات المناخية لـالمتوسط المتواصل للولايات المتحدة (المعدلات الطبيعية للفترة 1991–2020) | البيانات المناخية لـالمتوسط المتواصل للولايات المتحدة (المعدلات الطبيعية للفترة 1991–2020) | البيانات المناخية لـالمتوسط المتواصل للولايات المتحدة (المعدلات الطبيعية للفترة 1991–2020) | البيانات المناخية لـالمتوسط المتواصل للولايات المتحدة (المعدلات الطبيعية للفترة 1991–2020) | البيانات المناخية لـالمتوسط المتواصل للولايات المتحدة (المعدلات الطبيعية للفترة 1991–2020) | البيانات المناخية لـالمتوسط المتواصل للولايات المتحدة (المعدلات الطبيعية للفترة 1991–2020) | البيانات المناخية لـالمتوسط المتواصل للولايات المتحدة (المعدلات الطبيعية للفترة 1991–2020) | البيانات المناخية لـالمتوسط المتواصل للولايات المتحدة (المعدلات الطبيعية للفترة 1991–2020) | البيانات المناخية لـالمتوسط المتواصل للولايات المتحدة (المعدلات الطبيعية للفترة 1991–2020) | البيانات المناخية لـالمتوسط المتواصل للولايات المتحدة (المعدلات الطبيعية للفترة 1991–2020) | البيانات المناخية لـالمتوسط المتواصل للولايات المتحدة (المعدلات الطبيعية للفترة 1991–2020) |
| الشهر                                                                                      | يناير                                                                                      | فبراير                                                                                     | مارس                                                                                       | أبريل                                                                                      | مايو                                                                                       | يونيو                                                                                      | يوليو                                                                                      | أغسطس                                                                                      | سبتمبر                                                                                     | أكتوبر                                                                                     | نوفمبر                                                                                     | ديسمبر                                                                                     | المعدل السنوي                                                                              |
| ------------------------------------------------------------------------------------------ | ------------------------------------------------------------------------------------------ | ------------------------------------------------------------------------------------------ | ------------------------------------------------------------------------------------------ | ------------------------------------------------------------------------------------------ | ------------------------------------------------------------------------------------------ | ------------------------------------------------------------------------------------------ | ------------------------------------------------------------------------------------------ | ------------------------------------------------------------------------------------------ | ------------------------------------------------------------------------------------------ | ------------------------------------------------------------------------------------------ | ------------------------------------------------------------------------------------------ | ------------------------------------------------------------------------------------------ | ------------------------------------------------------------------------------------------ |
| متوسط درجة الحرارة الكبرى °ف (°م)                                                          | 42.6 (5.9)                                                                                 | 46.5 (8.1)                                                                                 | 55.3 (12.9)                                                                                | 64.4 (18.0)                                                                                | 73.6 (23.1)                                                                                | 82.1 (27.8)                                                                                | 87.1 (30.6)                                                                                | 85.8 (29.9)                                                                                | 78.8 (26.0)                                                                                | 66.9 (19.4)                                                                                | 53.9 (12.2)                                                                                | 44.2 (6.8)                                                                                 | 65.1 (18.4)                                                                                |
| المتوسط اليومي °ف (°م)                                                                     | 32.4 (0.2)                                                                                 | 35.7 (2.1)                                                                                 | 43.6 (6.4)                                                                                 | 51.9 (11.1)                                                                                | 61.1 (16.2)                                                                                | 69.5 (20.8)                                                                                | 74.4 (23.6)                                                                                | 73.1 (22.8)                                                                                | 66.0 (18.9)                                                                                | 54.6 (12.6)                                                                                | 43.0 (6.1)                                                                                 | 34.3 (1.3)                                                                                 | 53.3 (11.8)                                                                                |
| متوسط درجة الحرارة الصغرى °ف (°م)                                                          | 22.2 (−5.4)                                                                                | 24.8 (−4.0)                                                                                | 31.9 (−0.1)                                                                                | 39.3 (4.1)                                                                                 | 48.5 (9.2)                                                                                 | 56.9 (13.8)                                                                                | 61.7 (16.5)                                                                                | 60.3 (15.7)                                                                                | 53.2 (11.8)                                                                                | 42.2 (5.7)                                                                                 | 32.0 (0.0)                                                                                 | 24.4 (−4.2)                                                                                | 41.4 (5.3)                                                                                 |
| الهطول إنش (مم)                                                                            | 2.34 (59)                                                                                  | 2.14 (54)                                                                                  | 2.53 (64)                                                                                  | 2.70 (69)                                                                                  | 3.09 (78)                                                                                  | 3.11 (79)                                                                                  | 2.85 (72)                                                                                  | 2.68 (68)                                                                                  | 2.56 (65)                                                                                  | 2.51 (64)                                                                                  | 2.28 (58)                                                                                  | 2.51 (64)                                                                                  | 31.30 (795)                                                                                |
| المصدر: NOAA (US)                                                                          |                                                                                            |                                                                                            |                                                                                            |                                                                                            |                                                                                            |                                                                                            |                                                                                            |                                                                                            |                                                                                            |                                                                                            |                                                                                            |                                                                                            |                                                                                            |

## الكوارث الطبيعية وآثارها

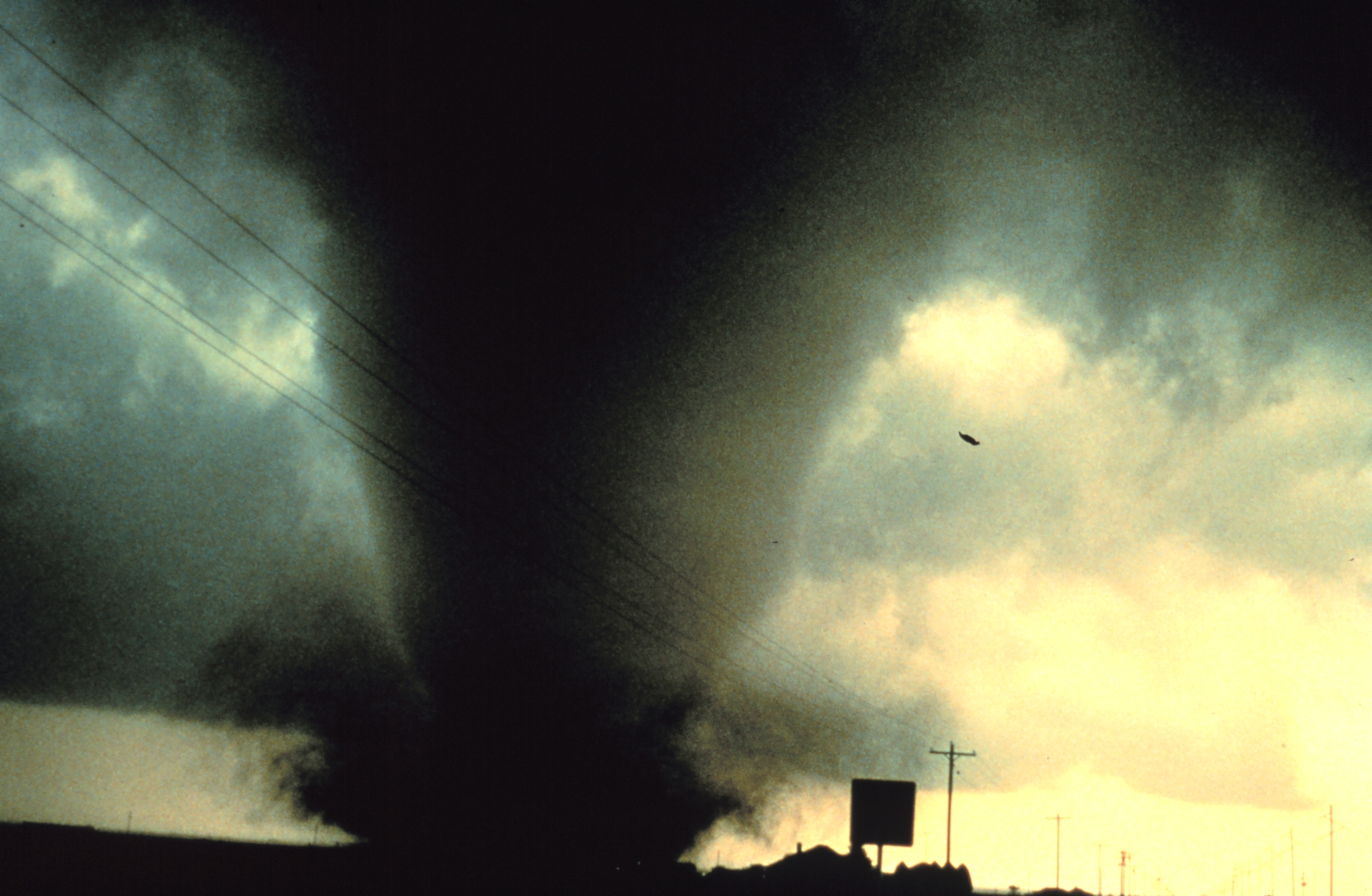
إعصار قوي في تكساس.

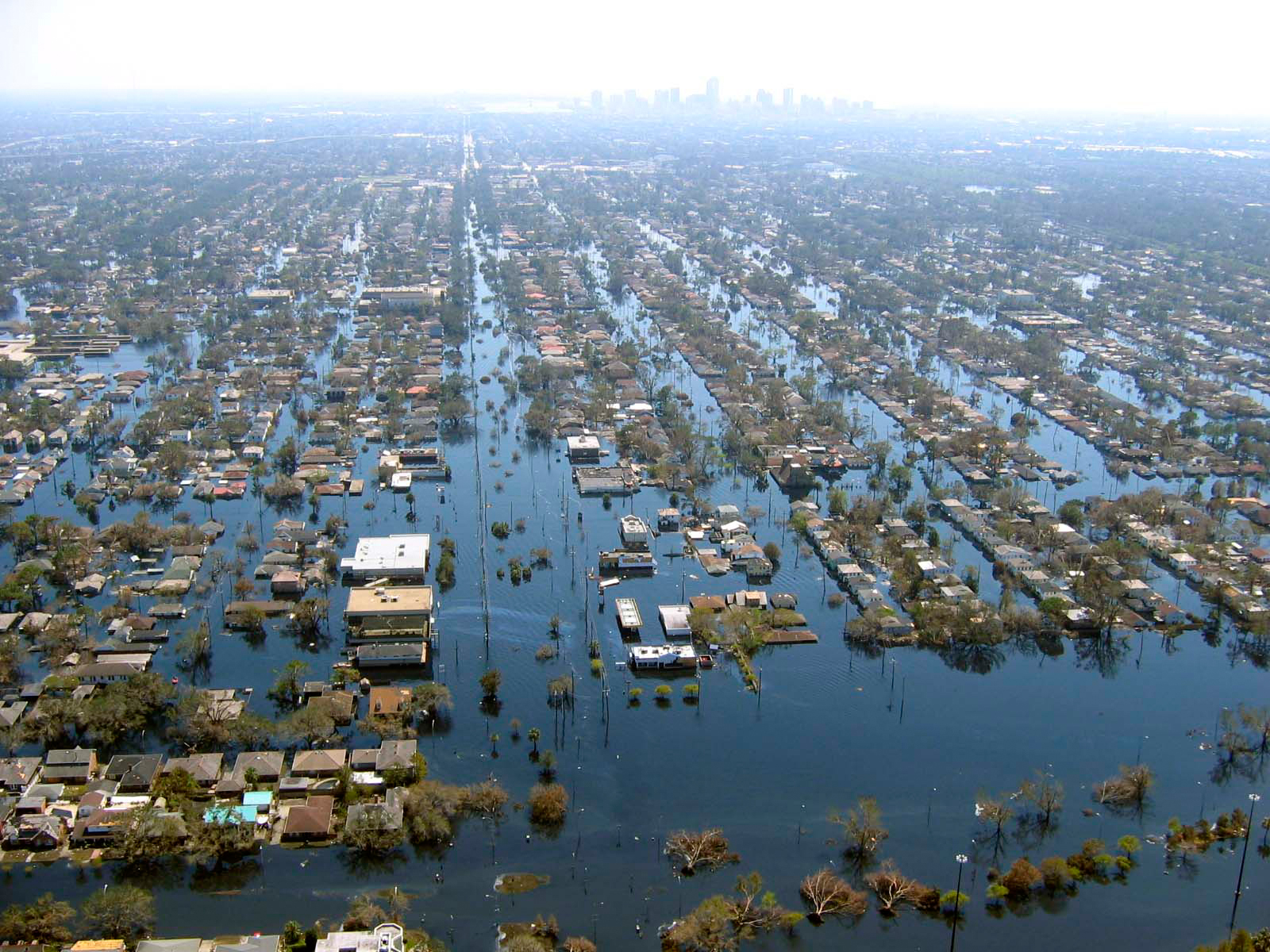
منظر لمدينة نيو أورليانز التي غمرتها المياه في أعقاب إعصار كاترينا

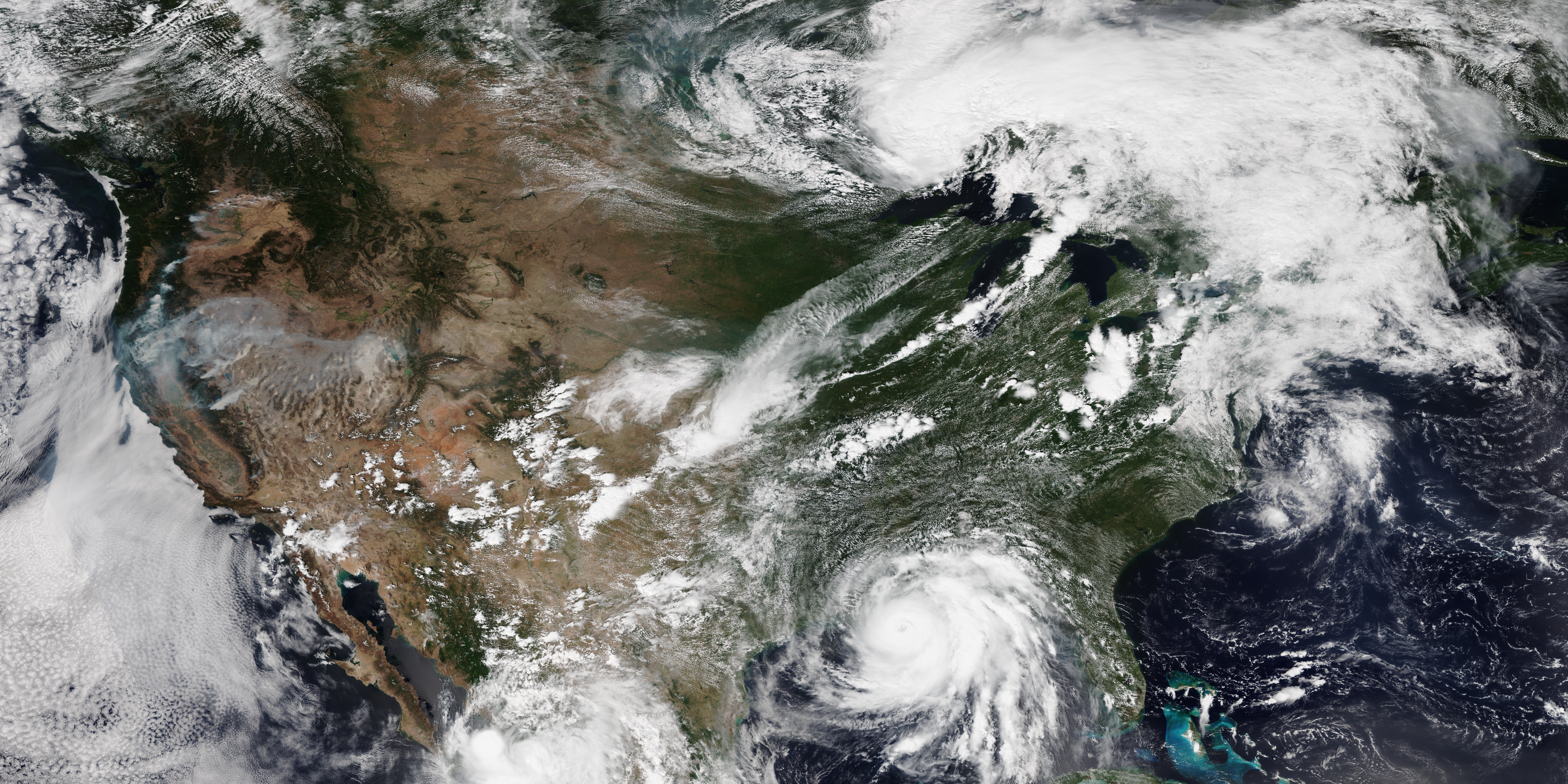
صورة الأقمار الصناعية للولايات المتحدة المتجاورة، مع حرائق الغابات في الغرب، وإعصار إيدا قبالة سواحل لويزيانا، وخط من العواصف الرعدية يتطور فوق منطقة البحيرات العظمى خلال أواخر الصيف.

بسبب الكتل الهوائية المتناقضة، تشهد منطقة السهول الكبرى والغرب الأوسط وجنوب الولايات المتحدة عواصف رعدية شديدة متكررة ونوبات من الأعاصير خلال فصلي الربيع والصيف. في الأجزاء الوسطى من الولايات المتحدة، تعد الأعاصير أكثر شيوعًا من أي مكان آخر في العالم. عادةً ما يمكنهم الهبوط خلال فصل الربيع والصيف. يُعرف الشريط الأرضي الممتد من شمال تكساس شمالًا إلى نبراسكا وشرقًا إلى جنوب ميشيغان [الإنجليزية] باسم زقاق الأعاصير [الإنجليزية]، حيث تحتوي العديد من المنازل على ملاجئ من الأعاصير وحيث تحتوي العديد من المدن على صافرات إنذار من الأعاصير. تمتد منطقة ديكسي ألي [الإنجليزية] عبر ولايتي ميسيسيبي وألاباما، وقد شهدت أعاصير وعواصف رعدية عنيفة، حيث يبدأ موسم الأعاصير في فبراير وينتهي بحلول مايو. كما تُبلغ فلوريدا عن العديد من الأعاصير، لكنها نادرًا ما تكون قوية جدًا. تشهد منطقة جنوب الولايات المتحدة موسمًا ثانيًا من الأعاصير خلال فصل الخريف. بشكل عام، تنتقل المنطقة الأكثر عرضة لخطر الأعاصير شمالاً من فبراير إلى يونيو، وتبلغ ذروتها في ولايات الخليج في فبراير ومارس، ووادي أوهايو والغرب الأوسط السفلي في أبريل، والسهول الجنوبية والوسطى والغرب الأوسط الأوسط في مايو، والسهول الشمالية والغرب الأوسط العلوي (داكوتا ومينيسوتا وويسكونسن) في يونيو. تعاني الولايات الشرقية والخليجية الساحلية من الأعاصير والعواصف الاستوائية المتكررة من أواخر الصيف وحتى الخريف.
تشهد منطقة الآبالاش والغرب الأوسط أسوأ الفيضانات. من النادر حدوث فيضانات شديدة واسعة النطاق. وتشمل بعض الاستثناءات فيضان المسيسيبي العظيم عام 1927 [الإنجليزية]، والفيضان العظيم عام 1993، والفيضانات والانهيارات الطينية الواسعة النطاق الناجمة عن ظاهرة النينيو في الفترة 1982–1983 في غرب الولايات المتحدة. ومع ذلك، يمكن أن تحدث الفيضانات المحلية في أي مكان. يمكن أن تتسبب الانهيارات الطينية الناتجة عن الأمطار الغزيرة في حدوث مشاكل حتى في أي مناطق جبلية، وخاصة في الجنوب الغربي. وتؤدي الوديان الضيقة في العديد من المناطق الجبلية في الغرب ونشاط العواصف الرعدية الشديدة خلال موسم الرياح الموسمية في الصيف إلى حدوث فيضانات مفاجئة مدمرة في بعض الأحيان أيضًا. من ناحية أخرى، يمكن للعواصف الثلجية الشمالية الشرقية أن تؤدي إلى توقف النشاط في كل من منطقة نيو إنجلاند ومنطقة البحيرات العظمى.
في عام 2013، تكبدت الولايات المتحدة خسائر سنوية بقيمة 10 مليارات دولار جراء الفيضانات.
يعاني الجنوب الغربي من أسوأ حالات الجفاف؛ إذ يُعتقد أن إحداها استمرت لأكثر من 500 عام وأدت إلى إبادة شعب الأناسازي. يمكن أن تساهم مساحات كبيرة من الشجيرات الصحراوية في الغرب في تأجيج انتشار حرائق الغابات. على الرغم من أن الجفاف الشديد نادر الحدوث، إلا أنه تسبب أحيانًا في بعض المشاكل الكبرى، مثل تلك التي حدثت أثناء فترة الغبار (1931–1942)، والتي تزامنت مع الكساد الأعظم. فشلت الأراضي الزراعية في جميع أنحاء السهول، وأصبحت مناطق بأكملها خالية من السكان تقريبًا، واجتاح العواصف الترابية الأرض. وفي الآونة الأخيرة، شهدت المنطقة الغربية من الولايات المتحدة موجة جفاف واسعة النطاق في الفترة من عام 1999 إلى عام 2004.
وفيما يتعلق بالوفيات الناجمة عن موجات الحر، فقد بلغت الخسائر 7،415 حالة بين عامي 1999 و2010، أي بمعدل 618 حالة وفاة سنويا. وقد تأثر عدد غير متناسب من الرجال بهذا المرض، حيث بلغت نسبة الوفيات 68%، مقارنة بالنساء. وكان أعلى إجمالي سنوي للوفيات المرتبطة بالحرارة خلال تلك الفترة في عام 1999. وكان أدنى مستوى له في عام 2004. وفيما يتعلق بالوفيات الناجمة عن موجات البرد، لا يزال عدم المساواة بين الجنسين قائما؛ إذ كانت 66% من الوفيات المرتبطة بانخفاض حرارة الجسم في عام 2002 بين الذكور. في الفترة من 1979 إلى 2002، حدثت 16،555 حالة وفاة بسبب التعرض لدرجات حرارة باردة مفرطة، بمعدل 689 حالة وفاة سنويًا.
يموت حوالي 43 شخصًا بسبب الصواعق كل عام في الولايات المتحدة، وينجو 90 بالمائة من المصابين بها. تبلغ احتمالية تعرض الأميركيين للصعق بالبرق في حياتهم واحداً من بين 15،300.

## وصلات خارجية
- هيئة الأرصاد الجوية الوطنية